# Ходов (станция метро)
Ходов (чеш. Chodov; до 22 февраля 1990 года — «Строителей» (чеш. Budovatelů) — станция пражского метрополитена. Расположена на линии C, между станциями «Розтылы» и «Опатов».

## История и происхождение названия
Станция была открыта 7 ноября 1980 года в составе второго пускового участка линии C «Kačerov — Háje»
Рядом расположены одноимённый жилой район Праги и крупный торговый центр.